# Jay Asher
Jay Asher (Arcadia, 1975. szeptember 30. –) amerikai író. Leginkább a 2007-es bestseller könyvéről, a Tizenhárom okom volt című regényéről ismert.

## Életrajz
1975. szeptember 30.-án született a kaliforniai Arcadiában. Félig zsidó származású.  Az egyetem otthagyása után évekig igyekezett beindítani az írói karrierjét gyermekeknek szóló képeskönyvek írásával. Ebben az időszakban Asher dolgozott cipőboltban, trófeaboltban, könyvtárakban és könyvesboltokban is.
Asher négy könyvet adott ki: A Tizenhárom okom volt című 2007-es New York Times bestseller ifjúsági regényt, a Carolyn Macklerrel  közösen írt Kezünkben a jövőnket, a Micsoda fény! című regényt és és a Piper című képregényalbumot. Több képeskönyvet és középiskolás humoros regényt is írt.
2011. február 8.-án bejelentette a Universal Pictures, hogy megvette a jogokat a Tizenhárom okom voltból készült filmadaptáció elkészítésére, és Selena Gomez fogja Hannah Bakert játszani. Végül film helyett sorozat készült, ami 2017-ben jelent meg a Netflixen, Hannah szerepét pedig Katherine Langford játszotta.
Az író karrierje összeomlott, amikor szexuális visszaéléssel vádolták, és a Society of Children's Book Writers and Illustrators  bejelentette, hogy megsértette a szervezet zaklatás elleni szabályzatát. Asher visszautasította az állításokat és beperelte a szervezet rágalmazásért.

## Magyarul megjelent könyvei
- Tizenhárom okom volt… (Könyvmolyképző)
- Kezünkben a jövőnk (Carolyn Macklerrel) (Maxim)
- What Light – Micsoda fény! (Könyvmolyképző)

## Fordítás
- Ez a szócikk részben vagy egészben  a   Jay Asher című angol Wikipédia-szócikk ezen változatának fordításán alapul.  Az eredeti cikk szerkesztőit annak laptörténete sorolja fel. Ez a jelzés csupán a megfogalmazás eredetét és a szerzői jogokat jelzi, nem szolgál a cikkben szereplő információk forrásmegjelöléseként.